# Edges
Edges (ook bekend als Edges: A Song Cycle) is een musical geschreven door Benji Pasek en Justin Paul. Het is een liederencyclus over volwassen worden, groei en zelfontdekking van voornamelijk twintigers.
Het bekendste lied Be My Friend staat beter bekend als the Facebook song.

## Geschiedenis
De musical is in 2005 geschreven door de toen 19-jarige Benji Pasek en Justin Paul tijdens hun studie musical aan de universiteit van Michigan. Ze besloten zelf een show te schrijven omdat ze ontevreden waren met de rollen die ze hadden gekregen in een productie van de school.
In 2006 waren Pasek en Paul het jongste duo dat ooit de Jonathan Larson Award ($20,000) won, een prijs ingesteld uit de erfenis van Jonathan Larson, componist van musicals als RENT, om componisten, tekstdichters en boekenschrijvers aan het begin van hun carrière te stimuleren.

## Producties
De musical is inmiddels meer dan honderdmaal gespeeld over de hele wereld.
Na meer dan 30 producties aan hogescholen en universiteiten over heel Amerika, bracht het Capital Repertory Theater in Albany, New York in 2007 de eerste professionele productie van Edges. In deze productie speelden Colin Hanlon, Whitney Bashor, Farah Alvin en Steven Booth. Justin Paul was de muzikaal leider.
In 2008 werd Edges op de planken gebracht in Toronto, Canada, met Sara Farb, Jordan Bell, Eric Craig and Gabi Epstein.
In 2010 werd Edges opgevoerd in het Parade Theatre te Kensington, Sydney, Australië.
Op de Filipijnen liep Edges drie weken lang in juli 2010 aan de Ateneo de Manila University in een enscenering door Ateneo Blue onder leiding van Mahar Mangahas.
Een niet-professionele productie werd opgevoerd in het Landor Theatre te Londen van 31 mei tot 5 juni 2011 door de Notion Theatre Company geregisseerd door Katherine Hare en onder muzikale leiding van Leigh Thompson.
De Zuid-Afrikaanse première vond plaats in juni 2011 onder regie van Paul Griffiths en onder muzikale leiding van Garth Tavares met de acteurs Roland Perold, Luella Holland, Shannyn Fourie en David Fick. De productie werd opgevoerd tijdens het South African National Arts Festival in Grahamstad in juli.
De première van Edges in Singapore vond plaats in april 2013 in het Drama Centre. Deze productie werd geregisseerd door Derrick Chew, artistiek directeur van Sightlines Productions, met Joel Nah als muzikaal directeur. De cast bestond uit Benjamin Kheng, Mina Kaye, Kristy Griffin and Linden Furnell.
In Parijs vond de première van Edges plaats in juni 2013. De musical werd opgevoerd door American Musical Theatre Live. De productie stond onder regie van Stéphane Ly-Cuong, de muzikale begeleiding onder toezicht van John Florencio en de vocale begeleiding werd uitgevoerd door Miranda Crispin.
In het Verenigd Koninkrijk vond de première plaats in het Tabard Theatre te Londen op 29 juli 2014. Deze productie, die liep tot 30 augustus 2014, werd geregisseerd door Adam Philpott, met Lewis Butler als choreograaf.
Edges speelde in april 2016 ook in het Frenetic theater, Houston, Texas, in een productie door PMT productions met Blair Carrizales, Danny Dyer, Scott Lupton, and Chaney Moore als cast, Travis Kirk Coombs als regisseur en Eduardo Guzman als muzikaal begeleider.
In België  bracht Musicalcompagnie Mithe uit Leuven Edges in december 2017. Dit in regie van Rudi Giron en onder vocale leiding van Karen Poinet. In de cast zaten Rob Embrechts, Isa Peirens, Martijn Storme, Charlotte Helsen, Paulien Holemans en Lucas Hermans. Lucas Heytens stond in voor de muzikale begeleiding.

## Lijst van nummers
- "Become"
- "Monticello"
- "Lying There"
- "I Hmm You"
- "Along the Way"
- "Pretty Sweet Day"
- "Perfect"
- "Coasting"
- "In Short"
- "Dispensable"
- "I Once Knew"
- "I've Gotta Run"
- "Part of a Painting"
- "Ready to Be Loved"
- "Like Breathing"

### Extra nummers
- "Giant World"
- "Boy with Dreams"
- "Be My Friend"
- "Caitlyn and Haley"
- "Man of My Dreams"
- "One Reason"